# Kroksjögöl, Blekinge
Kroksjögöl är en sjö i Ronneby kommun i Blekinge och ingår i Vierydsåns huvudavrinningsområde.